# Ladislav Kopřiva
Ladislav Kopřiva (28. června 1897 Ivanovice na Hané – 13. listopadu 1971 Praha) byl československý politik, ministr československých vlád a meziválečný i poválečný poslanec Národního shromáždění za Komunistickou stranu Československa, jedna z hlavních postav politických procesů 50. let 20. století.

## Biografie
Narodil se roku 1897 v Ivanovicích na Hané. Otec byl truhlářem a malorolníkem, matka zemědělskou dělnicí. Ladislav vystudoval dvouletou obchodní školu. Za první světové války byl odveden do rakousko-uherské armády a sloužil u námořnictva. Od ledna 1919 byl členem sociálně demokratické strany a byl funkcionářem její základní organizace. Od roku 1921 byl členem KSČ. Pracoval v komunistickém družstevním hnutí na různých místech Čech a Moravy jako zaměstnanec i funkcionář. Od roku 1928 byl pracovníkem družstevního oddělení na sekretariátu ÚV KSČ. Koncem roku 1928 odcestoval do Sovětského svazu. V roce 1929 se vrátil ze SSSR a zapojil do sporů o družstvo Včela. VII. sjezd KSČ ho zvolil členem ÚV KSČ.
V parlamentních volbách v roce 1935 se stal poslancem Národního shromáždění. Poslanecké křeslo ztratil 28. prosince 1938 v důsledku zániku mandátů rozpuštěné komunistické strany. Profesí byl redaktor. Podle údajů z roku 1935 bydlel v Praze.
Na podzim roku 1938 byl ve vedení KSČ (zatímco část strany již připravovala ilegální organizační struktury). Na jaře 1939 byl zadržen při pokusu o emigraci a až do konce války vězněn v koncentračním táboře v Dachau. Spolu s ním byl zatčen i Antonín Zápotocký, Augustin Kliment a Jaromír Dolanský.
Po roce 1945 se vrátil do vysoké stranické politiky. Již 23. května 1945 byl kooptován do Ústředního výboru Komunistické strany Československa a do této funkce ho opětovně zvolil VIII. sjezd KSČ a IX. sjezd KSČ. V období březen 1946 – červen 1954 byl i členem předsednictva ÚV KSČ. V roce 1948 byl členem užšího předsednictva ÚV KSČ, od června 1948 do května 1950 členem sekretariátu ÚV KSČ, v období květen 1949 – září 1951 členem organizačního sekretariátu ÚV KSČ. Od prosince 1948 do května 1950 byl rovněž zástupcem generálního tajemníka KSČ (na této funkci již krátce působil i v roce 1945). Roku 1946 se stal předsedou Svazu osvobozených politických vězňů a pozůstalých po obětech nacismu. V letech 1945–1948 byl předsedou a bezpečnostním referentem Zemského národního výboru v Čechách. Po zrušení zemského zřízení se stal vedoucím kádrového oddělení sekretariátu ÚV KSČ. Od května 1950 stál v čele nově zřízeného Ministerstva národní bezpečnosti ve vládě Antonína Zápotockého. Podílel se na politických procesech. V letech 1948–1954 zasedal i v Národním shromáždění.
V roce 1963 byl při jedné z vln rehabilitací obětí 50. let vyloučen z KSČ. Když v roce 1963 vypracovala Kolderova komise zprávu o nezákonných soudních a politických postupech v 50. letech, patřil mezi skupinu konzervativních komunistických funkcionářů, která byla následně odstraněna z vrcholných funkcí.